# Повільний вогонь
«Повільний вогонь» (англ. Slow Burn) — американський телевізійний фільм-трилер 1986 року.

## Сюжет
Колишній журналіст, а тепер приватний детектив Джейкоб Еш отримує завдання знайти колишню дружину і сина відомого художника. Джейкоб досить швидко знаходить Лейну і її сина в сонячному Палм-Спрінгс, але на цьому його робота тільки починається. Лейна вдало одружилася вдруге і не бажає мати з колишнім чоловіком жодних справ. Але незабаром її сина викрадають зловмисники. Джейкоб бере справу на себе, щоб розплутати таємницю.

## У ролях
| Актор             | Роль              |
| ----------------- | ----------------- |
| Ерік Робертс      | Джейкоб Еш        |
| Беверлі Д'Анджело | Лейна Флейшер     |
| Денніс Липскомб   | Рон МакДональд    |
| Реймонд Дж. Беррі | Джеральд МакМерті |
| Енн Шедін         | Мона              |
| Емілі Лонгстрет   | Пем Драпер        |
| Джонні Депп       | Донні Флейшер     |
| Генрі Гібсон      | Роберт            |
| Ден Хедайя        | Саймон Флейшер    |
| Френк Шуллер      | Нортон            |
| Вікторія Кетлін   | Еріка             |
| Едвард Банкер     | Джордж            |
| Рут Річардс       | місіс Полсон      |